# 트랙폰 와이어리스
트랙폰 와이어리스(TracFone Wireless)는 미국, 푸에르토리코, 미국령 버진아일랜드 일대에서 선불 이통통신 서비스를 제공하는 MVNO이다. 멕시코 최대의 이동통신회사인 아메리카 모빌(America Movil)의 자회사로써 미국 내에서 4대 주요 통신사(버라이즌 와이어리스, AT&T, 스프린트 넥스텔, T-모바일)의 통신망을 임대하여 CDMA 및 GSM 서비스를 제공하고 있다.

## 서비스 브랜드
TranFone Wireless는 다양한 서비스 브랜드를 제공하고 있으며, 현재 6개의 브랜드를 운영하고 있다.

### Straight Talk
Straight Talk는 미국의 유통체인인 월마트와의 조인트 벤처로써 GSM과 CDMA 망을 임대하여 서비스를 제공한다.